# Vedea (rivier)
De Vedea is een rivier in het zuiden van Roemenië die vanuit het Cotmeana Plateau naar de Donau stroomt. De rivier heeft een totale lengte van 224 km. Nabij de Vedea liggen onder andere de steden Alexandria en Roșiori de Vede.